# Kaloula nonggangensis
Kaloula nonggangensis é uma espécie de anfíbio anuro da família Microhylidae. Está presente na China. A UICN classificou-a como quase ameaçada.